# Cornelis Jong Baw
Cornelis Hermanus Henry Jong Baw, ook geschreven als Jongbaw (Albina, 29 september 1897 – 21 mei 1956), was een Surinaams directeur en politicus.

## Biografie
Hij werd geboren als zoon van Edwin Frederik Gerhard Jong Baw (*1881) en At-Si-Moi Djie A Foc (*1878). Hij was net als zijn vader boekhouder en werd later procuratiehouder. Van 1923 tot zijn overlijden was hij de directeur van de Van Romondt's Handelmaatschappij. Hij werd in 1938 lid van de Kamer van Koophandel en Fabrieken.
Bij de verkiezingen in 1942 werd Jong Baw verkozen tot lid van de Staten van Suriname en in 1946 werd hij herkozen. Hij bleef tot de eerste algemene verkiezingen in 1949 Statenlid, als lid van de PSV.
Om zijn kennis werd hij vaak ingezet als vertegenwoordiger van Suriname en Nederland in het buitenland. In 1950 werd hij honorair consul van België en in 1955 werd hij benoemd tot lid van de Rekenkamer van Suriname. Hij maakte deel uit van de Surinaamse delegatie die op 15 december 1954 aanwezig was in de Ridderzaal bij de acte van bevestiging van het Statuut voor het Koninkrijk der Nederlanden.
Tijdens zijn verblijf in Aruba in 1955 zakte hij in elkaar, waarna hij daar en op Curaçao behandeld werd. Cornelis Jong Baw overleed in 1956 op 58-jarige leeftijd. In Paramaribo werd enkele weken later de Cornelis Jongbawstraat naar hem vernoemd.